# Кућа породице Милетић
Кућа породице Милетић се налази у Вреоцима, насељеном месту на територији градске општине Лазаревац. Подигнута је средином 19. века и представља непокретно културно добро као споменик културе, као непоновљиви материјални доказ о друштвеним и материјалним могућностима и културним постигнућима како првобитног власника, тако и друштва у целини.
Кућа породице Милетић је једина сачувана кућа која је била у склопу некадашње чаршије. Зидана природним материјалом, кућу одликује добра организација простора, која подразумева јасно дефинисане намене појединих одељења, као и јасно одређене правце и слободне просторе, показатељ су врхунског умећа ондашњих градитеља. Пространост и удобност постигнута величинама израженим у антропоморфним мерама, указују на виши ниво културе становања, са складним пропорцијама маса, природних хроматских односа, чистотом пластичног израза и детаља у целини. Трем на кући породице Милетић је један од ретких изворно сачуваних на београдском подручју, те као такав пружа могућност за реконструкцију свих који су током свог постојања изгубили аутентичност.